# Судзуки, Синъити
Синъити Судзуки (яп. 鈴木 鎮一 Судзуки Синъити, 1898—1998) — японский скрипач и музыкальный педагог, автор всемирно распространённого метода преподавания музыки.

## Биография
Родился в Нагое в 1898 году, был одним из двенадцати детей Масакити Судзуки — владельца фабрики по производству скрипок. В детстве Синъити работал на фабрике отца, а в 17 лет, услышав запись выступления скрипача Миши Эльмана, начал самостоятельно учиться играть на скрипке. Когда Синъити было 22 года, друг его отца, маркиз Ёситика Токугава, убедил Судзуки-старшего отправить сына учиться в Германию, и с 1921 по 1928 года Синъити учился в Берлинской консерватории у Карла Клингера. В Германии Синъити также лично общался с Альбертом Эйнштейном. В 1928 Синъити женился на Вальтрауд Пранге (1905—2000), с которой прожил всю оставшуюся жизнь. В 1930 он вернулся в Японию и вместе с братьями создал струнный квартет, а также начал преподавать в Императорской музыкальной школе и музыкальной школе Кунитати в Токио. Во время Второй мировой войны скрипичная фабрика отца Судзуки была уничтожена во время налёта американских ВВС, погиб один из его братьев. Семья Судзуки осталась без гроша и, чтобы прокормиться, Синъити давал уроки детям-сиротам в городах, где он жил. Один из первых учеников Судзуки — Кодзи Тоёда, начал учиться у мастера в возрасте 3,5 лет и с ним Синъити приступил к разработке своей философии преподавания музыки.
Синъити Судзуки был в Японии национальным покровителем международного братства профессиональных музыкантов Delta Omicron.
Синъити Судзуки умер в своем доме в Мацумото 26 января 1998 года в возрасте 99 лет.

## Вклад в педагогику
Как и многие учителя-самоучки, Судзуки разработал свою теорию воспитания детей младшего возраста, исходя из личного опыта, а не на основе научных исследований или контролируемых экспериментов. Судзуки сотрудничал с другими известными педагогами-мыслителями, в частности, с Гленном Доманом, основателем Институтов достижения человеческого потенциала. Судзуки и Доман разделяли точку зрения, что все маленькие дети обладают большим потенциалом, и Судзуки поместил интервью Домана в своей книге Where Love is Deep..Руководящей идеей С.Судзуки было: «Характер первичен, способности вторичны».
Основные принципы, которым следовал Судзуки в преподавании музыки:
- Человек является продуктом своего окружения.
- Чем раньше, тем лучше — не только музыка, но и все обучение.
- Повторение опыта имеет важное значение для обучения.
- Учителя и родители (взрослое окружение) должны сами быть на высоком уровне и продолжать личностный рост, передавая его ребёнку.
- Система или метод обучения должны включать иллюстрации для ребёнка, основанные на понимании учителя — что, когда и как.

Гносеологический аспект обучения, или, как назвал его сам Судзуки, «родной язык» философии, заключается в том, что дети учатся, наблюдая за окружающим миром.
Идеи Судзуки получили широкое распространение во всем мире, движение его последователей продолжает использовать теории, выдвинутые им в середине 1940-х.
Свою философию преподавания музыки Судзуки изложил в книгах, переведённых на английский его женой Вальтрауд Пранге:
- Nurtured by Love
- Ability Development from Age Zero
- Man and Talent: Search into the Unknown
- Where Love is Deep.

### На русском языке
- С.Судзуки. Взращенные с любовью: Классический подход к воспитанию талантов. — М.,: Попурри, 2005. — 192 с. — ISBN 985-483-428-X.

### На других языках
- Suzuki, Shinichi; Translated by Waltraud Suzuki. Nurtured by Love: A New Approach to Education (англ.). — Smithtown, New York: Exposition Press, 1969. — ISBN 0-682-47518-1.